# NGC 2871
NGC 2871 – gwiazda znajdująca się w gwiazdozbiorze Lwa, widoczna na niebie w pobliżu galaktyki NGC 2872. Skatalogował ją Lawrence Parsons 7 marca 1874 roku jako obiekt typu „mgławicowego”.